# Cinema of Vengeance
Cinema of Vengeance es un documental británico-hongkonés de 1994, dirigido por Toby Russell, que a su vez lo escribió junto a George Tan, a cargo de la fotografía estuvo Kenneth Stipe y el elenco está compuesto por Steve James, Joe Lewis, Chow Yun-Fat y Cynthia Rothrock, entre otros. Esta obra fue realizada por Vengeance Productions.

## Sinopsis
En este documental se analizan los largometrajes de artes marciales y sus intérpretes más destacados, entre ellos Bruce Lee y Jean-Claude Van Damme.